# Phronia gracilis
Phronia gracilis är en tvåvingeart som beskrevs av Walter Leopold Victor Hackman 1970. Phronia gracilis ingår i släktet Phronia och familjen svampmyggor. Enligt den finländska rödlistan är arten nära hotad i Finland. Arten har ej påträffats i Sverige. Artens livsmiljö är naturmoskogar. Inga underarter finns listade i Catalogue of Life.